# 1943, l'ultime révolte
Pour plus de détails, voir Fiche technique et Distribution.
1943, l'ultime révolte (Uprising) est un téléfilm américain de 2001 sur le soulèvement du ghetto de Varsovie.

## Synopsis
1939, Pologne : les Allemands prennent le contrôle du pays. Un petit groupe de Juifs résistants commence à s'inquiéter du sort qu'Adolf Hitler semble vouloir réserver à leur communauté depuis l'arrivée des nazis. Mordechai Anielewicz prépare la fuite des habitants en Palestine. Mais il est découvert, arrêté puis emprisonné. Il réussit, par chance, à s'enfuir et retourne à Varsovie.
Mais il constate que durant son absence, les nazis ont pris possession du quartier juif, et ont emprisonné les Juifs à l'intérieur : ils l'ont baptisé ghetto de Varsovie. À ce moment-là, les nazis deviennent de plus en plus cruels et déportent un grand nombre de personnes, laissent mourir les autres de faim, de soif ou de maladie. Mordechai décide qu'il est temps de se défendre, et crée alors la  Żydowska Organizacja Bojowa (l'organisation juive de combat) contre le nazisme, avec ses amis Yitzhak Zuckerman et Tosia Altman, une jeune juive résistante pouvant passer pour une aryenne.

## Fiche technique
- Titre original : Uprising
- Titre français : 1943, l'ultime révolte
- Réalisation : Jon Avnet
- Scénario : Paul Brickman et Jon Avnet
- Décors : Benjamín Fernández
- Costumes : George L. Little (en)
- Photographie : Denis Lenoir
- Montage : Sabrina Plisco
- Musique : Maurice Jarre
- Production : Jon Avnet, Raffaella De Laurentiis, Jordan Kerner, Hester Hargett et Marsha Oglesby
- Pays :  États-Unis
- Langue : anglais
- Format : couleur - noir et blanc - Dolby SRD - 1,85 : 1
- Durée : 177 min | Finlande : 153 min (DVD) | Espagne : 152 min (DVD édition)
- Date de sortie : 
  -  États-Unis : 4 novembre 2001 (diffusion TV)
  -  France : 8 mai 2002 (sortie en salles)

## Distribution
- Hank Azaria (VF : Arnaud Bedouët) : Mordechai Anielewicz
- David Schwimmer (VF : Michel Lasorne) : Yitzhak Zuckerman
- Leelee Sobieski (VF : Ethel Houbiers) : Tosia Altman
- Stephen Moyer (VF : Damien Boisseau) : Simcha « Kazik » Rotem
- Jon Voight (VF : Marcel Guido) : le général Jürgen Stroop
- Donald Sutherland (VF : Bernard Tiphaine) : Adam Czerniaków
- Radha Mitchell (VF : Stéphanie Lafforgue) : Mira Fuchrer
- Mili Avital : Devorah Barga
- Sadie Frost (VF : Anne Massoteau) : Zivia Lubetkin
- John Ales (VF : Didier Cherbuy) : Marek Edelman
- Cary Elwes (VF : Daniel Lafourcade) : Dr Fritz Hippler
- Palle Granditsky : Dr Janusz Korczak
- Andy Nyman (VF : Luc Boulad) : Calel Wasser
- Andy Hryc (VF : Jean-Claude Sachot) : Schlmuel Asher
- Eric Lively (VF : Fabrice Josso) : Arie Wilner
- Gerd Bockman (VF : Yves Beneyton) : le commissaire Auerswald
- Jesper Christensen (VF : Jacques Brunet) : le général Kruger

Source et légende : Version française (VF) sur Voxofilm